# Paul Thieme
Paul Thieme (* 18. März 1905 in Berlin; † 24. April 2001 in London) war ein deutscher Indologe. Er lehrte als Professor für Vergleichende Sprachwissenschaft und Indologie an den Universitäten Halle (1941–1953) und Yale (1954–1960) sowie als Professor für Indologie und Vergleichende Religionswissenschaft an der Universität Tübingen (1960–1973).

## Herkunft und Jugend

Elisabeth und Oskar Thieme mit den Drillingen Franz, Gertrud und Paul

Paul Thieme wurde als Drilling am selben Tag wie sein Bruder Franz und seine Schwester Gertrud geboren. Sie entstammten einer alten Thüringer Pfarrersfamilie, der Dichter August Thieme war ihr Ur-Urgroßvater. Ihr Vater Oskar Thieme (1868–1943) war seit 1901 evangelischer Pfarrer in Mechelroda bei Weimar. Er erteilte seinen Söhnen zunächst selbst Unterricht, bevor sie 1917 in das Eisenacher humanistische Gymnasium aufgenommen wurden. Ihre Ausbildung in Altgriechisch und Latein war sehr gut. Paul wählte Hebräisch dazu und brachte sich selbst nach dem Lehrbuch von Richard Fick Sanskrit bei.

## Studium in Göttingen und Berlin
Er machte 1923 sein Abitur und begann ein Studium in den Fächern Indologie, Indogermanistik und Iranistik an der Universität Göttingen. Seine Lehrer waren Eduard Hermann (ein Schüler Berthold Delbrücks), Emil Sieg (der bei Albrecht Weber und Franz Kielhorn gelernt hatte), und Friedrich Carl Andreas. 1925 wechselte er für ein Jahr an die Universität Berlin. Hier hatte er Gelegenheit, Wilhelm Schulze und Heinrich Lüders zu hören. 

„Beide Lehrer haben einen außerordentlichen Einfluss auf Thieme gehabt, die streng methodische Technik der (auf gründlichen Textstudien basierenden) etymologischen Wortforschung Wilhelm Schulzes auf der einen Seite, die auf philologischer Detailarbeit beruhende Erfassung des indischen Kulturlebens in seinem historischen Zusammenhang von Heinrich Lüders auf der anderen Seite.“

 Thieme ist wohl auch von dem unprätentiösen Naturell Lüders’ geprägt worden. Er entschied sich schließlich für Indologie als Hauptfach. 1929 promovierte er in Göttingen mit einer preisgekrönten Arbeit, Das Plusquamperfektum im Veda. 

„Ziel der Arbeit war es, vor allem von deren syntaktischer Verwendung her zu zeigen, daß nur jene augmentierten und reduplizierten Verbalformen für den Perfektstamm (also als Plusquamperfektformen) in Anspruch genommen werden dürfen, die imperfektive Bedeutung haben und denen kein Präsensindikativ zur Seite steht.“

 Auf einen Impuls von Kielhorn hin beschäftigte sich Thieme anschließend mit den einheimischen grammatischen Traditionen und vollendete 1932 seine Habilitation in Göttingen mit der Arbeit Pāṇini und der Veda zu dem wichtigen und schwierigen Thema, inwieweit die traditionelle Sanskrit-Grammatik die Sprache vor allem des ältesten Textes des vedischen Korpus, die der Ṛgvedasaṃhitā, betrifft. „Mit dem Titel dieses Buches sind sozusagen schlagwortartig die beiden Arbeitsschwerpunkte zum Ausdruck gebracht, die im Zentrum seines weiteren Schaffens standen.“

## Allahabad und Breslau
Zunächst bekam er die Möglichkeit, eine Stelle als Lektor für Französisch und Deutsch an der Universität Allahabad in Nordindien anzutreten. Dort konnte er bei dem Sanskrit-Gelehrten, dem Paṇdit Kamalakanta Mishra Unterricht erhalten, der notgedrungen – die beiden sprachen keine andere gemeinsame Sprache – auf Sanskrit stattfand. Aus diesem Unterricht entstand Thiemes spätere Arbeit über das Bhāṣya zu vārttika 5 zu Pāṇini 1,1,9 und seine einheimischen Erklärer.
Er bekam Kontakt zu englischen Kreisen in Allahabad – Indien war damals britische Kolonie. 1933 heiratete er Dorothy Cearns, eine Offizierstochter. 1934 wurde der Sohn Konrad geboren. 1935 zog die Familie nach Göttingen und es fiel ihnen sofort die bedrückende Stimmung in Deutschland auf. 1936 erhielt Thieme eine Anstellung als Dozent in Breslau, wo er dann ab 1939 als außerordentlicher Professor Indologie unterrichtete. Seine Ehefrau wurde durch die Situation in Deutschland stark belastet und das Ehepaar entschloss sich zur Trennung, 1940 erfolgte die Scheidung. Sie ging mit dem Sohn zu ihren Eltern nach Indien zurück. 1938 erschien eine der wichtigsten Arbeiten von Thieme, der berühmte Fremdling im Ṛgveda.

Dieser Stoff hatte zu der damaligen Zeit, ob bewusst oder nicht, eine gewisse Brisanz in sich, weil es um die Bedeutung des „Arier-Namens“ geht. Werner Knobl (Kyoto) schreibt dazu: 

„Unter dem Eindruck der wissenschaftlichen Leistung, die Der Fremdling unbestreitbar darstellt, sollte man aber auch nicht vergessen, daß diese Arbeit im Jahre 1938 erschien, als es in Deutschland nicht gerade opportun war zu beweisen, arya bedeute ‚fremdlingsbeschützend, fremdenfreundlich‘ und ‚Herr‘ nur im Sinne von ‚gastlicher, freigebiger Herr‘.“

 Johanna Narten meint: „Er wusste vermutlich, dass unter den Nationalsozialisten, die das Wort Arier missbrauchten, diese Erklärung gefährlich für ihn werden konnte, doch solche Erwägungen ließen ihn unbekümmert.“ Es erschienen in dieser Zeit außerdem viele verschiedene kleinere Wortstudien als Zeitschriftenartikel.

## Halle und Frankfurt a.M.
Thieme wurde 1941 als außerordentlicher Professor für Indogermanistik nach Halle berufen, wurde aber zunächst für den Russlandfeldzug eingezogen. In der Truppe schloss er mit dem Indo-Iranisten Karl Hoffmann Freundschaft. Thieme blieb von dem Schicksal der vielen in Russland umgekommenen Soldaten durch den Umstand verschont, dass er 1942 an die Dolmetscherschule der Wehrmacht in Meißen berufen wurde, wo er die deutschen Mitglieder der Indischen Legion in Hindustani ausbildete. Er heiratete 1942 die Ärztin Margarete Strohmeyer, mit der er eine Tochter bekam. Später war er als Dolmetscher für die Indische Legion einige Monate in Frankreich. 1945 geriet er in amerikanische Gefangenschaft, aus der er nach einem Jahr wieder entlassen wurde.
Danach kehrte Thieme nach Halle zurück, das damals in der Sowjetischen Besatzungszone Deutschlands lag. Nach der Scheidung seiner zweiten Ehe heiratete er 1949 Carola Schneider. Im selben Jahr wurde er Mitglied der Sächsischen Akademie der Wissenschaften; außerdem erschienen die Untersuchungen zur Wortkunde und Auslegung des Rigveda, welche „Problemwörter“ behandeln, für die Hermann Oldenberg keine Lösung gefunden hatte. 1952 erschien der wichtige Aufsatz Bráhman, der laut Thiemes Witwe Renate Söhnen-Thieme seine „Meisterschaft in der auf Text und Kontext der Belegstellen basierenden Interpretation eines für die altindische Weltanschauung so wichtigen Begriffes zeigt, der erst zum Schluß eine etymologische Erklärung hinzugefügt wird“. Zu seinen Studenten in Halle gehörten so prominente Vertreter des Faches wie Klaus Ludwig Janert, Hartmut Scharfe und Friedrich Wilhelm.

Wilhelm schreibt: 

„Bis 1953 war Halle eine Art Nischen-Universität der DDR … Man war hier immer unter Freunden, redete völlig unbekümmert … Unter einem Professor wie Paul Thieme durfte man sich sicher fühlen. Er erzählte mitunter, wie deutlich er politischen Bonzen die Meinung gesagt hatte.“

 Thieme erhielt 1953 einen Ruf nach Frankfurt am Main auf den indogermanischen Lehrstuhl. Da ihm die DDR-Behörden die Übersiedlung verweigerten, entschloss er sich mit seiner Lebensgefährtin und deren Sohn und Tochter aus vorheriger Ehe zur Flucht. In Frankfurt gehörte der damals schon promovierte Bernfried Schlerath zu seinen Hörern, Janert und Georg Buddruss promovierten zu dieser Zeit bei ihm.

## Yale University und Tübingen
Schon 1954 wechselte Thieme als Edward E. Salisbury Professor for Sanskrit and Comparative Philology zur Yale University in New Haven (Connecticut). Diesen Lehrstuhl hatten vor ihm schon andere namhafte Indologen, z. B. William Dwight Whitney, innegehabt. Zu seinen amerikanischen Studenten gehörten George Cardona und Stanley Insler. 1957 erschien die Monographie über Mitra und Aryaman.

„Durch Thiemes genaue und erleuchtende Nachprüfung der Hymnen, die diesem Gott (Aryaman) im Rigveda und Avesta gewidmet sind, ergibt sich (…) eindeutig, dass es sich bei Göttern dieser Art nicht, wie man sonst glaubte, um Personifikationen von Naturerscheinungen handelt, sondern um Personifikationen ethischer Begriffe, die von den Indoiraniern (den gemeinsamen Vorfahren der Inder und Iraner) als höchste Götter betrachtet werden.“

1960 nahm Thieme einen Ruf an die Universität Tübingen an; der dortige Lehrstuhl, der seit Rudolf von Roth Indologie genauso wie Vergleichende Religionswissenschaft vertritt, war vakant geworden. Ein Grund für den erneuten Wechsel war unter anderem eine bessere Altersversorgung. Hier bildete sich ein „Thieme-Kreis“, dem Buddruss, Albrecht Wezler, Oskar von Hinüber und Hartmut-Ortwin Feistel angehörten, Insler kam aus den USA nach Tübingen, wenig später kamen Schmidt und Janert nach. Es gab mit ausgewählten Studenten abgehaltene Privatissima, deren Inhalt traditionelle Grammatik oder anspruchsvolle Kunstdichtung war. In der Zeit in Tübingen entstanden wichtige Zeitschriftenaufsätze, Übersetzungen in einer von der UNESCO geförderten Reihe von repräsentativen asiatischen Werken und einige Monographien zur indischen Kulturgeschichte, unter anderem zum indischen Theater. Einen ehrenvollen Ruf an die Universität Bonn auf den ältesten Sanskrit-Lehrstuhl in Deutschland, den zuerst August Wilhelm Schlegel innehatte, lehnte Thieme ab, nachdem ihm respektable Mittelaufstockungen vom Kultusministerium von Baden-Württemberg angeboten worden waren.

## Nach der Emeritierung
Auch nach seiner Emeritierung 1973 publizierte Thieme weiterhin. In dem Aufsatz über Kranich und Reiher im Sanskrit klärte er über die in Indien wichtige, in der Literatur immer wieder auftauchende Unterscheidung zwischen vegetarischen Kranicharten und nichtvegetarischen Reiherarten auf.
1977 starb seine Frau Carola. 1981 nahm er den Ehrendoktortitel der für Sanskritstudien äußerst renommierten Banaras Hindu University in Varanasi entgegen. Die Dankesrede hielt er frei auf Sanskrit, was in Indien einen großen Eindruck machte. Auch hielt er in Tübingen weiter außerplanmäßige Privatissima ab.
1982 wurde er zum Korrespondierenden Mitglied der Berliner Wissenschaftlichen Gesellschaft und 1983 der Bayerischen Akademie der Wissenschaften gewählt. Ehrenmitglied wurde er von der Deutschen Morgenländischen Gesellschaft, der American Oriental Society, der Royal Oriental Society in London und der Société asiatique. 1988 wurde ihm der Kyoto-Preis verliehen, eine der nach dem Nobelpreis weltweit höchsten Auszeichnungen für die Wissenschaft, „for excellency in the field of Creative Art and Moral Sciences“. Im selben Jahr bekam er auch die Rabindranath Tagore Medal der Asiatic Society of Bengal.
Mit 86 Jahren heiratete Thieme 1991 die 40 Jahre jüngere Fachkollegin Renate Söhnen, die als Senior Lecturer an der School of Oriental and African Studies in London lehrte. Seinen letzten öffentlichen Vortrag hielt er mit 90 Jahren auf dem Orientalistentag in Leipzig 1995.

## Nachwirkung
Paul Thieme war einer der bedeutendsten Indologen des 20. Jahrhunderts. Laut Klaus Butzenberger wirkte er „vor allem in den beiden vergangenen Jahrzehnten als eine Art Nestor der Indologie, vergleichbar allenfalls mit den großen und bahnbrechenden Pionieren des Faches aus dem 19. Jahrhundert“. Rüdiger Schmitt zufolge hat er sich als „einer der führenden Exegeten insbesondere des Rigveda erwiesen“. Auch in Manfred Mayrhofers 1992–2001 erschienenem dreibändigen Etymologischen Wörterbuch des Altindoarischen waren Thiemes Etymologien laut Johanna Narten allgegenwärtig.

Thieme hat eine ganze Generation von Wissenschaftlern geprägt, und seine erarbeiteten Grundsätze für den Umgang mit den alten indischen Texten wirken auch noch fort. 

„Zum Erfolg führt allein, so Thieme, genaueste grammatische Analyse, und das heißt für ihn: Berücksichtigung von Wortform und Wortfunktion, gegebenenfalls unter Einbeziehung der nächstverwandten Sprachen. In diesem Sinne zeichnen sich seine Arbeiten zur Vedaforschung dadurch aus, daß sie mit penibler Sorgfalt und ganz nüchtern, frei von vorgefaßten Ansichten die Texte selbst analysieren und dabei zugleich mit findigem Scharfsinn phantasievolle Interpretationen liefern, Interpretationen, für die Thieme selbst zweierlei gefordert hat …: ‚a) a faithful literal translation that desists from explaining, b) analytical explanations that desist from taking literally‘“

Johanna Narten schreibt: 

„Bei denen, die das Glück hatten, ihn persönlich kennenzulernen, hat er einen unauslöschlichen Eindruck hinterlassen. Er war ein ausgesprochen angenehmer und sympathischer Mensch, der es immer wieder fertig brachte, durch seine Ausstrahlung und seinen faszinierenden wissenschaftlichen Enthusiasmus andere Menschen anzustecken und zu begeistern.“

 Seine Tradition wurde um 2015 an deutschsprachigen Universitäten noch von seinen direkten Schülern wie Thomas Oberlies in Göttingen, von Schülern seiner Schüler wie Axel Michaels in Heidelberg, Rahul Peter Das in Halle, Karin Preisendanz in Wien, Ulrike Niklas in Köln oder Klaus Butzenberger in Tübingen und sogar Schülern der Schüler seiner Schüler wie Hans Harder in Heidelberg fortgesetzt.
Sicherlich ist die Mehrzahl seiner Arbeiten nur Spezialisten zugänglich, oder denjenigen, die dabei sind es zu werden. Es handelt sich dabei aber keineswegs um „trockene“ Abhandlungen. Sein Einfühlungsvermögen, die Menschlichkeit, mit welcher es ihm immer wieder gelingt, die hinter den zu untersuchenden Texten stehende alte Menschheitskultur vor dem geistigen Auge zum Leben zu erwecken, ist meisterhaft. Ein Beispiel dafür ist der Exkurs über „Pfad“ und „Straße“ im Fremdling, S. 110–117.

## Publikationen (Auswahl)
- Das Plusquamperfektum im Veda. Dissertation. Göttingen 1929 (Ergänzungshefte zur Zeitschrift für vergleichende Sprachforschung, 7). doi:10.11588/xarep.00004083
- Pāṇini and the Veda. Studies in the early history of linguistic science in India. Allahabad 1935.
- Bhāṣya zu vārttika 5 zu Pāṇini 1,1,9 und seine einheimischen Erklärer. Ein Beitrag zur Geschichte und Würdigung der indischen grammatischen Scholastik. In: Nachrichten von der Königlichen Gesellschaft der Wissenschaften zu Göttingen, phil.-hist. Klasse 1935, S. 171–216. doi:10.11588/xarep.00004084
- Der Fremdling im Ṛgveda. Eine Studie über die Bedeutung der Worte ari, arya, aryaman und ārya. Leipzig 1938 (Abhandlungen zur Kunde des Morgenlandes; 23,2). doi:10.11588/xarep.00004085
- Untersuchungen zur Wortkunde und Auslegung des Rigveda. Halle 1949 (Hallische Monographien, 7).
- Studien zur indogermanischen Wortkunde und Religionsgeschichte. (= Berichte über die Verhandlungen der sächsischen Akademie der Wissenschaften zu Leipzig. Philologisch-historische Klasse. Band 98, Heft 5.) Akademieverlag Berlin 1952. doi:10.11588/xarep.00004086
- Bráhman. In: Zeitschrift der Deutschen Morgenländischen Gesellschaft 102 (1952), S. 91–129 [= Kleine Schriften, S. 100–137.].
- Die Heimat der indogermanischen Gemeinsprache. In: Abhandlungen der Geistes- und Sozialwissenschaftlichen Klasse / Akademie der Wissenschaften und der Literatur in Mainz, Jahrgang 1953, Bd. 11. Verlag der Akademie der Wissenschaften und der Literatur, Wiesbaden 1954. doi:10.11588/xarep.00004087
- Mitra and Aryaman. New Haven 1957 (Transactions of the Connecticut Academy of Arts and Sciences, 41).
- Das indische Theater. Stuttgart 1966 (Fernöstliches Theater).
- Kleine Schriften. 2 Bände. Stuttgart 1971 (Glasenapp-Stiftung 5,1+2).
- Kleine Schriften 2. Stuttgart 1995 (Glasenapp-Stiftung 5,II), ISBN 3-515-05523-1.
- Opera maiora. Band 1. Hrsg. von Werner Knobl und Nobuhiko Kobayashi. Kyoto 1995 [enthält: Der Fremdling im Ṛgveda, Vorzarathustrisches bei den Zarathustriern und Mitra und Aryaman. Weitere Bände nicht erschienen].
- Zur Frühgeschichte des Schachs. Pfullingen 1994 (Tübinger Beiträge zum Thema Schach, 1).

## Festschriften
- Paul Thieme zur Vollendung des 75. Lebensjahres; Studien zur Indologie und Iranistik 1980, Heft 5/6
- Zum 90. Geburtstag: Hanns-Peter Schmidt (Hrsg.): Veda-Vyākaraṇa-Vyākhyāna (= Studien zur Indologie und Iranistik, Bd. 20). Reinbek 1996.